# Prokopis Pavlopulos
Prokopis Pavlopulos (řecky Προκόπης Παυλόπουλος, * 10. července 1950) je řecký politik. Mezi lety 2015 až 2020 byl prezidentem Řecka. V letech 2004 až 2009 zastával funkci ministra vnitra.

## Život
Narodil se ve městě Kalamata jako syn univerzitního profesora. Nejprve studoval v rodném městě, později docházel na právnickou školu v Athénách a nakonec studoval v Paříži. V březnu 2004 se stal ministrem vnitra, na této pozici před ním působil Kostas Skandalidis. Roku 2009 jej zde nahradil Giannis Ragousis. Koncem roku 2014 ho vládnoucí strana SYRIZA navrhla do funkce řeckého prezidenta a řecký parlament jej hned v prvním kole zvolil.

## Vyznamenání
| Stát        | Stuha | Název                                                | Datum udělení       |
| ----------- | ----- | ---------------------------------------------------- | ------------------- |
| Francie     |       | velkokříž Řádu čestné legie                          | 2015, 22. října     |
| Itálie      |       | velkokříž s řetězem Řádu zásluh o Italskou republiku | 2015, 23. listopadu |
| Polsko      |       | Řád bílé orlice                                      | 2017, 18. listopadu |
| Portugalsko |       | velkokříž s řetězem Řádu prince Jindřicha            | 2017, 27. ledna     |